# Sog
Sog är ett härad som lyder under prefekturen Nagchu i Tibet-regionen i sydvästra Kina.